# Provincia di Muramvya
La provincia di Muramvya è una delle 18 province del Burundi con 292 589 abitanti (censimento 2008).
Prende il nome dal suo capoluogo Muramvya.

## Geografia antropica

### Suddivisioni amministrative
La provincia è suddivisa in cinque comuni:
- Bukeye
- Kiganda
- Mbuye
- Muramvya
- Rutegama

## Codici
- Codice HASC: BI.MV
- Codice ISO 3166-2: MU
- Codice FIPS PUB 10-4: BY22